# アベル
アベル（Abel）は、アブラハムの宗教における聖書の創世記に登場する人物。 カインの弟であり、聖書の物語における最初の夫婦であるアダムとイヴの次男である。彼は家畜の初子を神への捧げ物とした羊飼いだった。神はアベルの捧げ物を受け入れたが、カインの捧げ物は受け入れなかった。 カインは嫉妬に駆られてアベルを殺害した。
創世記によると、これは人類の歴史における最初の殺人だった。

## 解説
カインとアベルはアダムとイブがエデンの園を追われた後に生まれた兄弟である。長じてカインは農耕を、アベルは羊の放牧を行う者となった。
ある日2人は神ヤハウェに供物を捧げた。カインは収穫物を、アベルは肥えた羊の初子を捧げたが、神はアベルの供物に目を留めたものの、カインの供物は無視した。アベルはその後、嫉妬に駆られたカインに野原に誘い出され、そこで殺された。（その名はヘブライ語で本来「息吹」を意味し、「掴み所の無いもの」転じて「儚いもの」を意味する。恐らくその夭折に因んだ名と思われる）しかし、大地に流されたアベルの血は神に向かってこれを訴え、カインは弟殺しの罪によってエデンの東に追放された。

## 外典
「アダムとイヴとサタンの対立」では、アベルは双子の姉妹であるアクレミアと共に生まれ、アダムによって姉であるルルワと結婚することが取り決められていた。しかし、この取り決めが不服だったカインによって殺害された。

## 解釈

### イスラム教の解釈

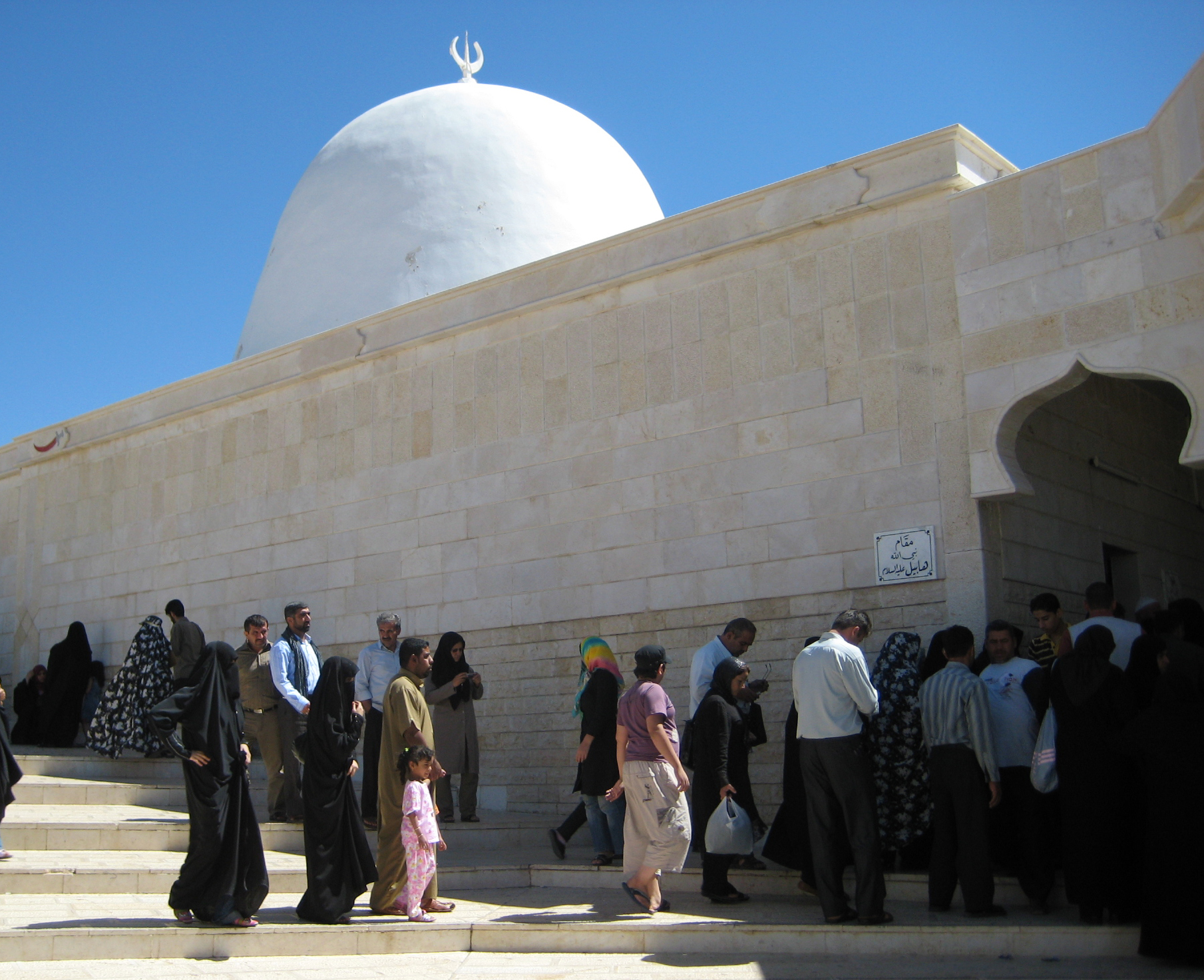
アベルのマウソレウムである、ナビー・ハービール・モスク

シーア派イスラム教徒の考えによると、アベルはダマスカスの西にあるザバダニ渓谷近くのナビー・ハービール・モスクに埋葬されている。 